# William Elovson
William Oscar Elovson, född 4 augusti 2002 i Skövde, är en svensk handbollsspelare som spelar i IFK Skövde som också är hans moderklubb. Han debuterade i seniorlaget 13 september 2020 mot Alingsås HK där han gjorde sitt första mål i slutminuten.
Han deltog i U20-EM 2022, där Sverige kom på fjärde plats. Han deltog även i U21-VM 2023.

## Privatliv
Elovson kommer från en riktig handbollsfamilj. Hans pappa Robert var målvakt förde upp IFK i högsta serien 1990. För Robert blev det sedan 120 matcher i högsta serien med åtta slutspels- och sex Europacupmatcher. Hans mamma Anette (flicknamn Hägg) var en mycket duktig spelare och spelade bland annat 1992-93 i Skara HF. Williams syster Fanny spelar numera i Önnereds HK, men har Skövde HF som moderklubb.